# Hwang Kyo-ahn
Hwang Kyo-ahn (tiếng Hàn Quốc: 황교안, Hanja: 黃教安; Hán-Việt: Hoàng Giáo An; sinh ngày 15 tháng 4 năm 1957) là luật sư, chính trị gia Hàn Quốc, giữ chức Thủ tướng Hàn Quốc từ ngày 18 tháng 6 năm 2015 đến ngày 10 tháng 5 năm 2017 đồng thời kiêm nhiệm Tổng thống Hàn Quốc tạm quyền sau khi bà Park Geun-Hye bị luận tội cho đến khi Tân Tổng thống Moon Jae-in nhậm chức (10 tháng 3-10 tháng 5 năm 2017.

## Tiểu sử
Hwang sinh tại Seoul, Hàn Quốc, là một người gốc Haeju. Sau khi tốt nghiệp Đại học Sungkyunkwan, Lee làm luật sư tại một tòa án Hàn Quốc.

## Chính trị
Ngày 21 tháng 5 năm 2015, Tổng thống Hàn Quốc Park Geun-hye bổ nhiệm Hwang Kyo-ahn làm Thủ tướng Hàn Quốc. Khi Tổng thống Park Geun-hye bị đình chỉ chức vụ sau cuộc hạch tội của Quốc hội Hàn Quốc ngày 9 tháng 12 năm 2016, thủ tướng Hwang Kyo-ahn tạm quyền tổng thống Hàn Quốc trong thời gian trước khi có tổng thống mới được bầu.